# Breutelia stenodictyon
Breutelia stenodictyon är en bladmossart som beskrevs av Brotherus 1904. Breutelia stenodictyon ingår i släktet gullhårsmossor, och familjen Bartramiaceae. Inga underarter finns listade i Catalogue of Life.